# Carpelimus vilisus
Carpelimus vilisus – gatunek chrząszcza z rodziny kusakowatych i podrodziny kozubków.
Gatunek ten opisany został po raz pierwszy w 2019 roku przez Michaiła Gildienkowa na łamach „Russian Entomological Journal”. Jako lokalizację typową wskazano Huai Kaet w tajskiej prowincji Phrae. Epitet gatunkowy oznacza po łacinie „nieznaczący” i odnosi się do braku znacznych różnic w zewnętrznym wyglądzie między nim a C. notumus.
Chrząszcz o wydłużonym ciele długości 1,8 mm, ubarwionym ciemnobrązowo z żółtobrązowymi nasadami czułków i odnóżami, porośniętym jasnymi, krótkimi włoskami. Szersza niż dłuższa, drobno i gęsto punktowana głowa ma duże, wypukłe oczy, dobrze rozwinięte, zaokrąglone skronie i wyraźną szyję. Czułki buduje 11 członów, z których ostatni jest wydłużony i stożkowaty, wchodzi w skład luźnej buławki. Delikatnie, drobno i gęsto punktowane przedplecze ma dwie pary wyraźnych wcisków po bokach i jeden nieparzysty, owalny, płytki wcisk pośrodku; wciski w środkowej części przedplecza zlewają się w kształt motylka. Okrągławe, płytkie wciski zdobią tarczkę. Delikatnie, drobno i gęsto punktowane są również pokrywy. Powierzchnia odwłoka jest delikatnie szagrynowana.
Owad orientalny, endemiczny dla Tajlandii, znany z dwóch stanowisk w prowincji Phrae. Spotykany na rzędnych około 350 m n.p.m.